# Liste des députés européens de Croatie de la 8e législature

Cet article présente la liste des députés européens de Croatie de la 8e législature (2014-2019).

## Liste
| Nom                                                                     | Parti | Groupe au Parlement européen |
| ----------------------------------------------------------------------- | --- | ---------------------------- |
| Ivana Maletić                                                           | Union démocratique (HDZ) | PPE                          |
| Ivica Tolić (Remplace Andrej Plenković le 24 octobre 2016)              | Union démocratique (HDZ) | PPE                          |
| Željana Zovko (Remplace Davor Ivo Stier le 24 octobre 2016)             | Union démocratique (HDZ) | PPE                          |
| Dubravka Šuica                                                          | Union démocratique (HDZ) | PPE                          |
| Marijana Petir                                                          | Parti paysan (HSS, jusqu'en 2017) Indépendante                                                                               | PPE                          |
| Biljana Borzan                                                          | Parti social-démocrate (SDP)                                                                                                 | S&D                          |
| Tonino Picula                                                           | Parti social-démocrate (SDP)                                                                                                 | S&D                          |
| Ivan Jakovčić (Remplace Neven Mimica, SDP, qui renonce avant de siéger) | Diète démocrate istrienne (IDS-DDI)                                                                                          | ADLE                         |
| Jozo Radoš                                                              | Parti populaire croate - Démocrates libéraux (HNS, jusqu'en juin 2017) Alliance civique libérale (Glas)                      | ADLE                         |
| Davor Škrlec (Remplace Mirela Holy, qui renonce avant de siéger)        | Développement durable croate (ORaH)                                                                                          | Verts/ALE                    |
| Ruža Tomašić                                                            | Parti croate du Droit - Ante Starčević (HSP-AS, jusqu'en novembre 2014) Parti conservateur croate (HKS, depuis janvier 2015) | CRE                          |

## Galerie

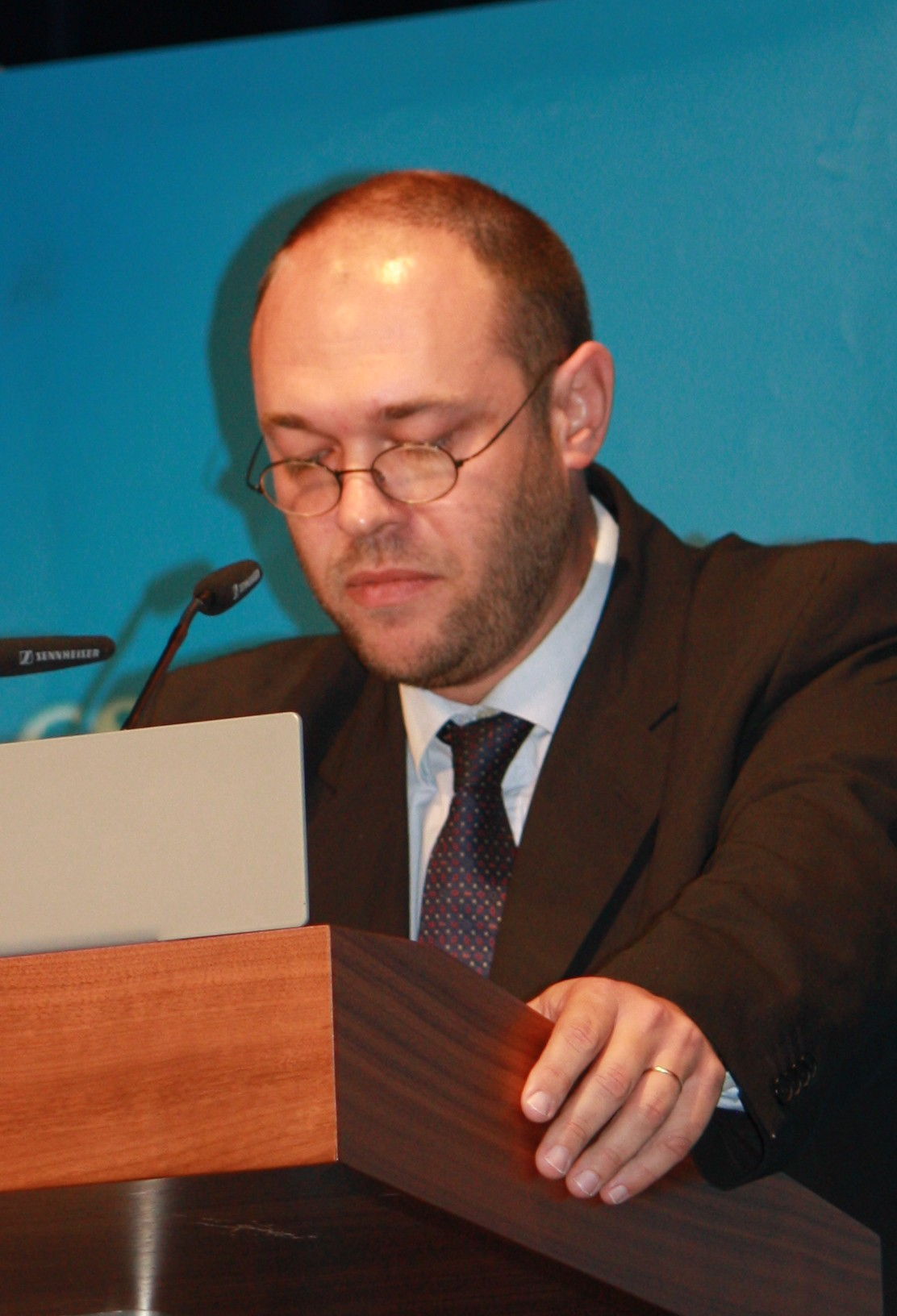
Davor Ivo Stier, HDZ
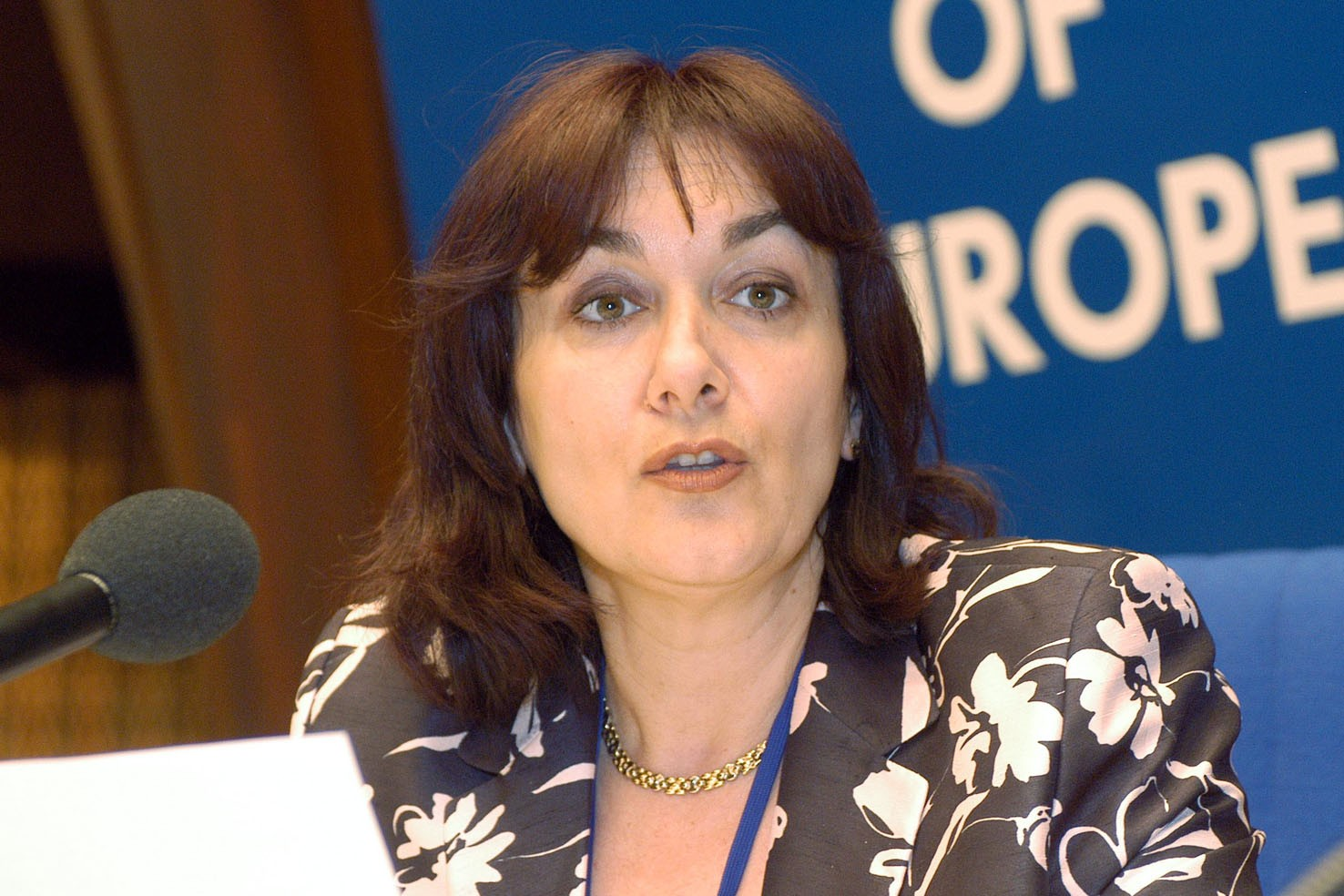
Dubravka Šuica, HDZ
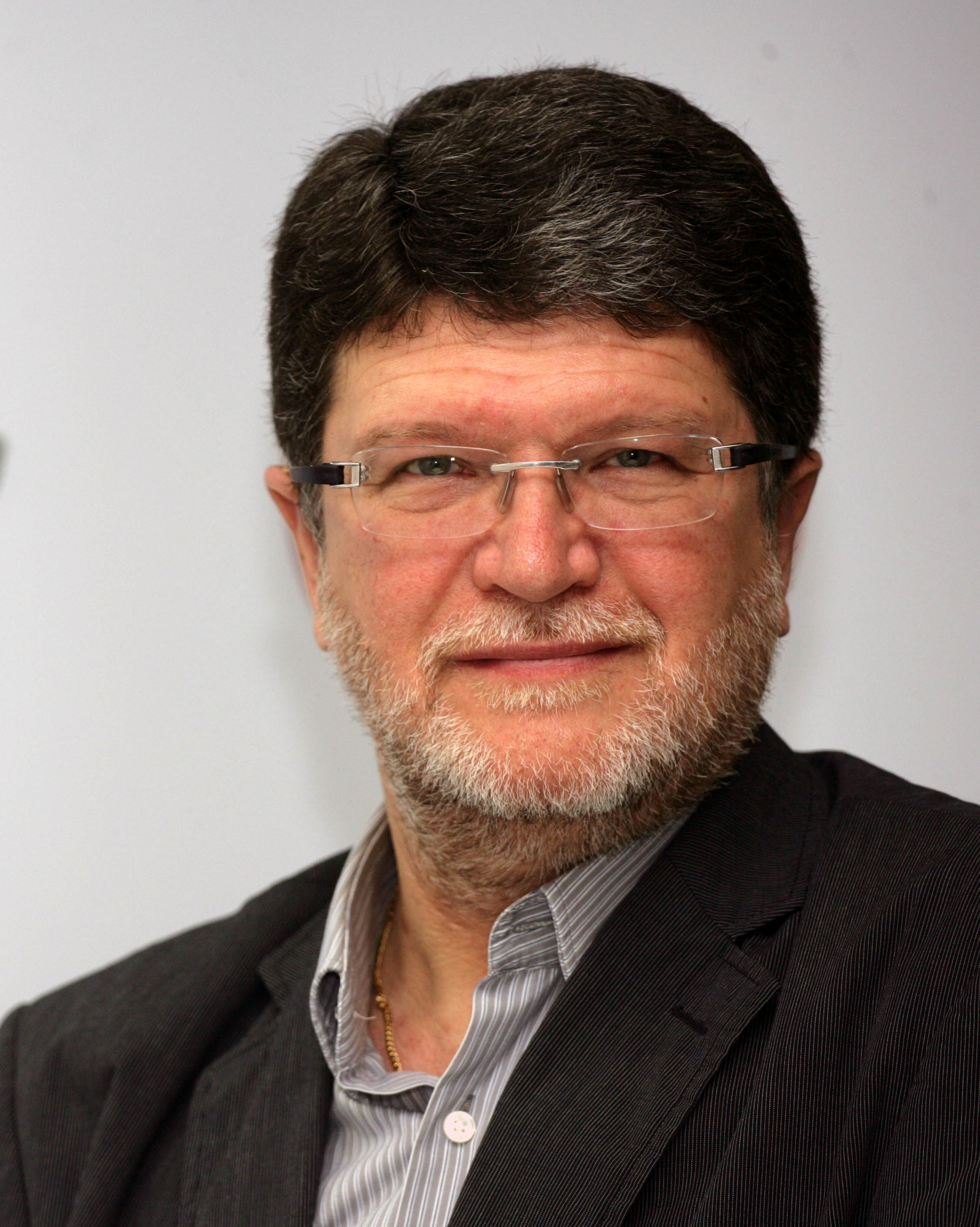
Tonino Picula, SDP
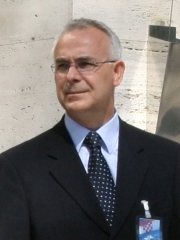
Jozo Radoš, HNS
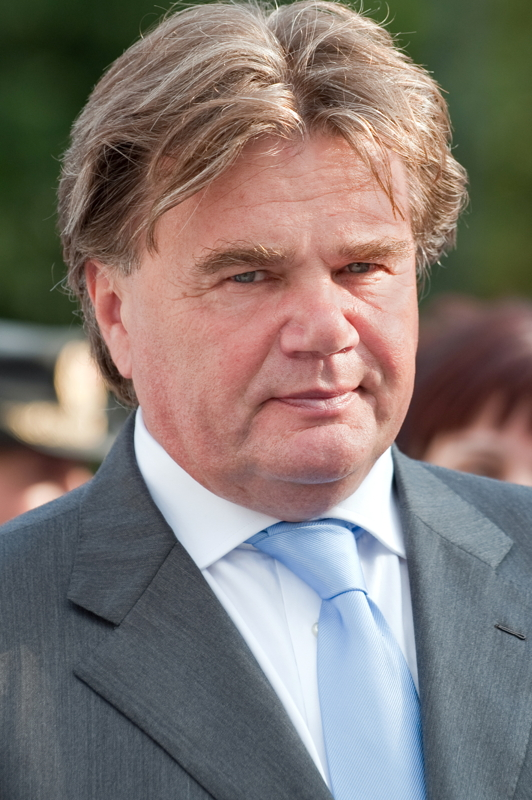
Ivan Jakovčić, IDS-DDI